# Гидротартрат калия
Гидротартра́т ка́лия — органическое соединение,
кислая соль калия и винной кислоты с формулой KC4H5O6,
бесцветные кристаллы,
слабо растворяется в воде,
имеет оптические изомеры.

## Получение
- Нейтрализация винной кислоты едким калием или поташем:

{\displaystyle {\mathsf {KOH+C_{4}H_{6}O_{6}\ {\xrightarrow {}}\ KC_{4}H_{5}O_{6}+H_{2}O}}}
Кристаллы гидротартрата калия образуются естественным образом при ферментации виноградного сока в процессе изготовления вина и появляются на пробках бутылок с вином, если их хранение происходит при температурах ниже 10 °C.

## Физические свойства
Гидротартрат калия образует бесцветные кристаллы ромбической сингонии, параметры ячейки a = 0,7614 нм, b = 1,070 нм, c = 0,780 нм, Z = 4.
Слабо растворяется в воде, слабо растворяется в этаноле.

## Применение
- Входит в состав пищевой добавки Е336, которая используется в пищевых продуктах в качестве антиоксиданта, подкислителя, регулятора кислотности, эмульгатора, стабилизирует окраску продуктов, усиливает действие антиоксидантов.
- В фармакологии.
- В химическом анализе.